# Lissonota argiola
Lissonota argiola är en stekelart som beskrevs av Johann Ludwig Christian Gravenhorst 1829.
Lissonota argiola ingår i släktet Lissonota och familjen brokparasitsteklar. Arten är reproducerande i Sverige. Inga underarter finns listade i Catalogue of Life.